# Tisztásfalva község
Tisztásfalva község (románul: Comuna Curățele) község Bihar megyében, Romániában. Központja Tisztásfalva, beosztott falvai Kereszély, Kisbelényes, Nyimesd, Pócsafalva.

## Népessége
A 2011-es népszámlálás adatai alapján a község népessége 2509 fő volt.